# L'Empire du moindre mal. Essai sur la civilisation libérale
L'Empire du moindre mal. Essai sur la civilisation libérale est un essai du philosophe français Jean-Claude Michéa, publié en 2007. L'auteur entreprend une histoire du libéralisme, en tant que courant de pensée apparu aux XVIe et XVIIe siècles. Michéa relève notamment que le libéralisme a deux dimensions, l'une de nature politique et culturelle, l'autre économique. Ces deux facettes constituent en fait deux versants d'un même projet, initié à l'époque des guerres de Religion qui ont meurtri l'Europe. 
Le libéralisme se définirait comme un projet politique renonçant à définir ce que pourrait être une « vie bonne ». Par conséquent, toute référence à des normes définies en vertu de la morale devrait être rejetée. L'art du politique, s'il existe, consiste à garantir « la moins mauvaise société possible ».
Une des conséquences de ce « moindre mal » est la neutralité idéologique de l'État. Celle-ci est appréciée différemment selon les pays, notamment eu égard au principe de laïcité.